# Vivanco de Mena
Vivanco de Mena es una entidad local menor, formada por cuatro localidades situadas en la provincia de Burgos, comunidad autónoma de Castilla y León (España), comarca de Las Merindades, partido judicial de Villarcayo, ayuntamiento de Valle de Mena.

## Geografía
Pueblo situado a 116 km de la ciudad de Burgos. 
En la vertiente cantábrica de la provincia, situado al sur de la divisoria entre las cuencas del Cadagua y del Ordunte, al pie del Cerro de Santa Olaya y a 441 m s. n. m. En la depresión entre la sierra de Ordunte al norte y los montes de La Peña al sur, donde se encuentra el Lugar de Importancia Comunitaria conocido como los Bosques del Valle de Mena; a 30 km de Villarcayo, cabeza de partido, y a 105 de Burgos. 

### Comunicaciones
Autobús de Burgos a Bilbao.
- Carretera: En el  punto kilométrico 92 de la carretera autonómica CL-629 de Sotopalacios N-623 a El Berrón BI-636 pasando por Villarcayo y también por el puerto de La Mazorra.

## Situación administrativa
En las elecciones locales de 2015 correspondientes a esta entidad local menor concurren dos candidaturas encabezadas por Rafael Jesús Tabuyo Irigoyen (PP) e Isaac Sainz Fernández (PSOE), resultando este último elegido alcalde pedáneo.

## Demografía
En el censo de 1950 contaba con 137 habitantes, reducidos a 28 en 2004, y aumentando a 52 en 2014 En 2010 alcanza los 45 habitantes, distribuidos conforme al siguiente detalle:
- Cantonad, con 6 habitantes.
- Los Paradores de Vivanco, con 12 habitantes.
- San Juan, con 16 habitantes.
- Urbaneja, con 4 habitantes.
- Señorío de Vivanco, con 8 habitantes.

## Historia
Lugar en el Valle de Mena, perteneciente al partido de Laredo, jurisdicción de realengo, con alcalde ordinario.
A la caída del Antiguo Régimen queda agregado al ayuntamiento constitucional de Valle de Mena, en el partido de Villarcayo, perteneciente a la región de Castilla la Vieja.

## Patrimonio
Se destacan el conjunto urbano, la Iglesia de San Juan y  casona con torres bajo el Santuario